# Papilio troilus
Papilio troilus je druh motýla z čeledi otakárkovití vyskytující se v USA a Kanadě. Dospělci sají nektar z rostlin rodů zimolez, netýkavka, bodlák, klejicha, pěnišník, libora, citlivka a jochovec.

## Popis

### Dospělci

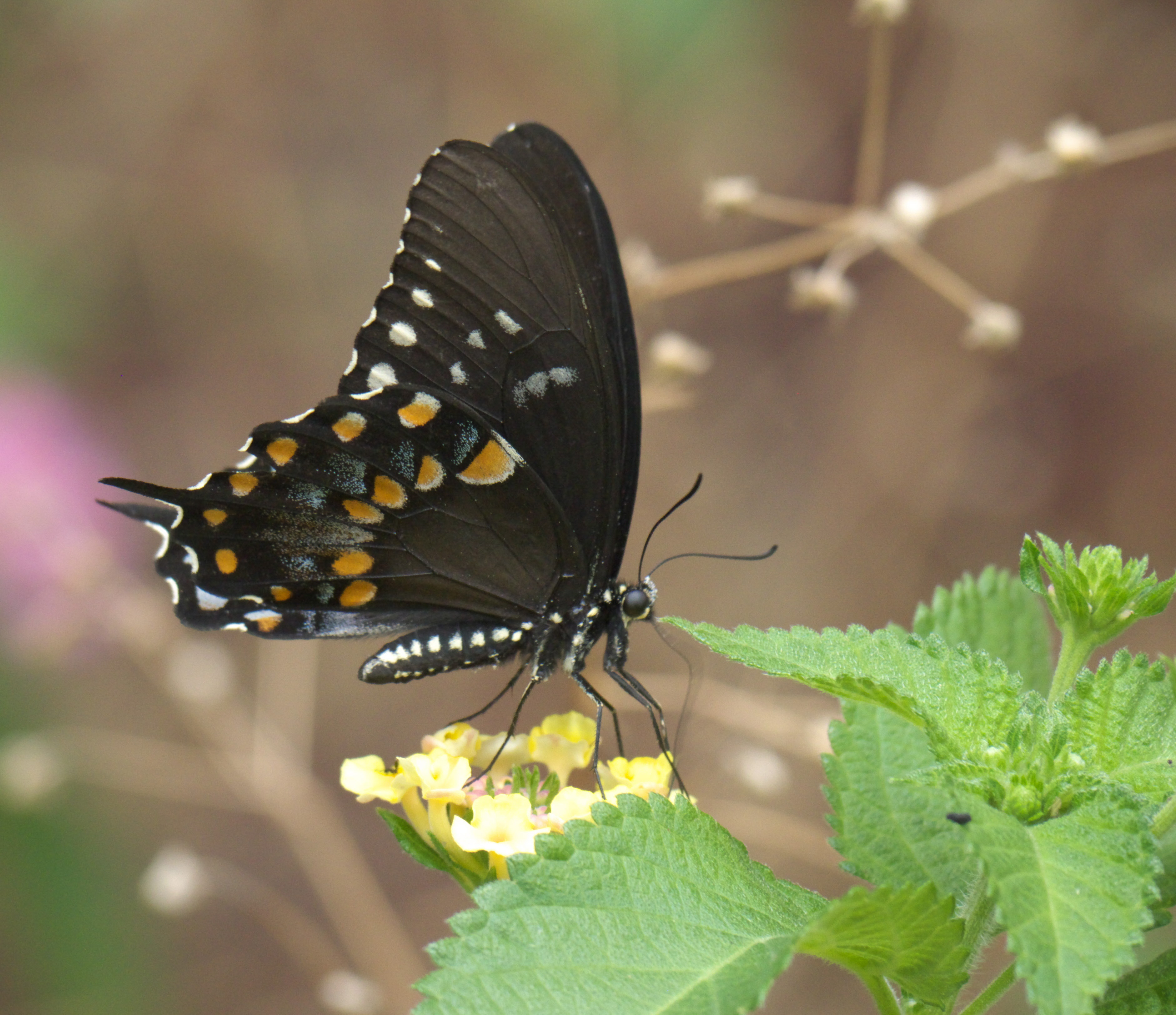
Spodní strana křídel Papilio troilus

Rozpětí křídel se pohybuje v rozmezí přibližně 7,5–10 cm. U dospělých jedinců Papilio troilus je horní plocha předního křídla většinou černá, podél spodního okraje se vyskytují skvrny slonovinové barvy. Horní plocha zadního křídla má na okraji oranžovou skvrnu, která je jedinečná pro druh Papilio troilus. Samci mají na horní ploše zadního křídla pás namodralých skvrn, samice mají tyto skvrny zbarvené do modrozelena. Spodní okraj zadního křídla má skvrny namodralé nebo slonovinové barvy. Na spodním okraji je také „ocas“ o délce 9–12 mm.

### Housenky

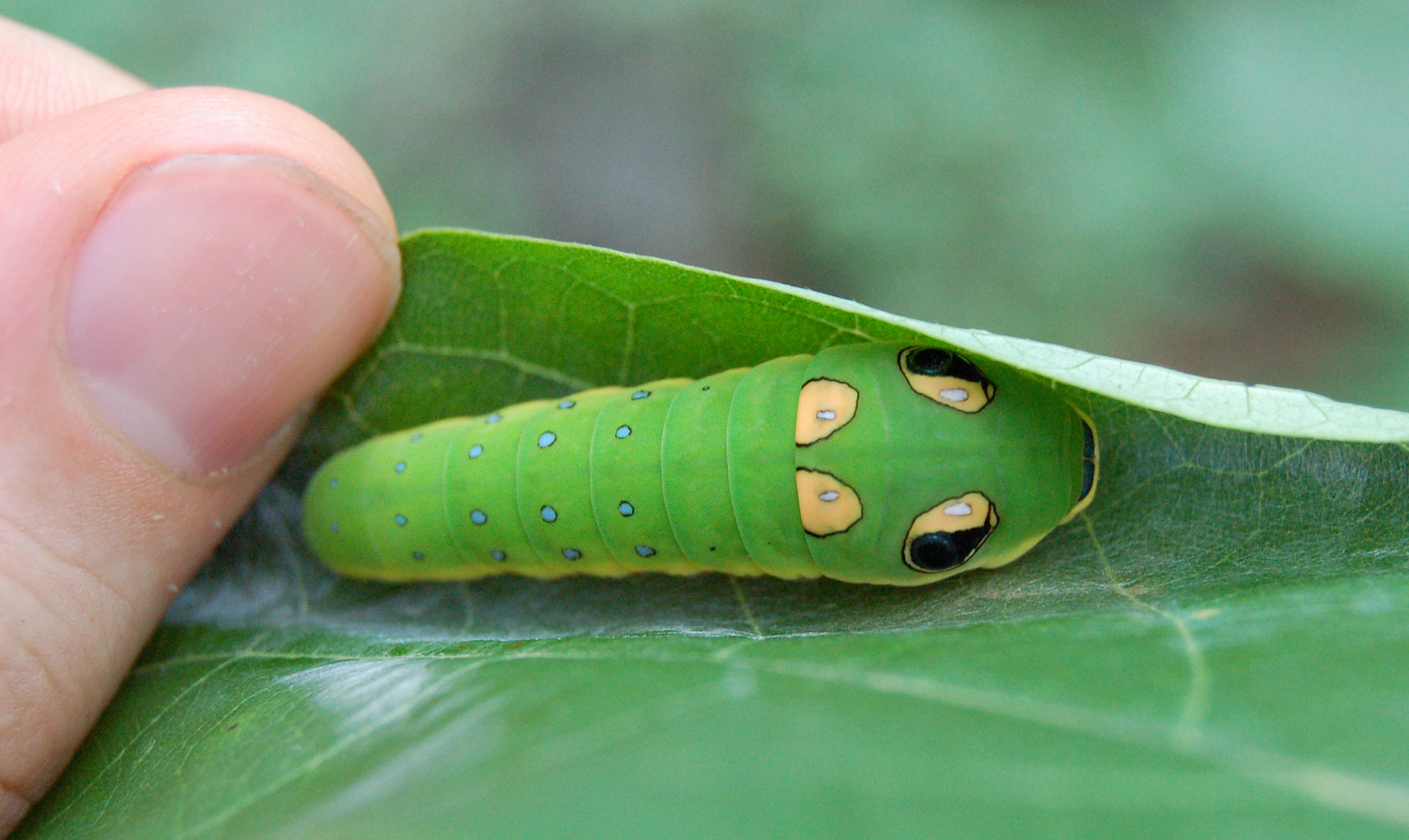
Mimikry („oči“) housenky Papilio troilus

Pátý instar je až 5,5 cm dlouhý, zelený s bledě žlutou postranní čárou. Spodní strana larev v pátém instaru je ze začátku světle zelená, ale později přechází do vínové nebo růžovohnědé. Na břišních segmentech se nachází příčný pruh šesti modrých teček lemovanými tenkými černými čarami.

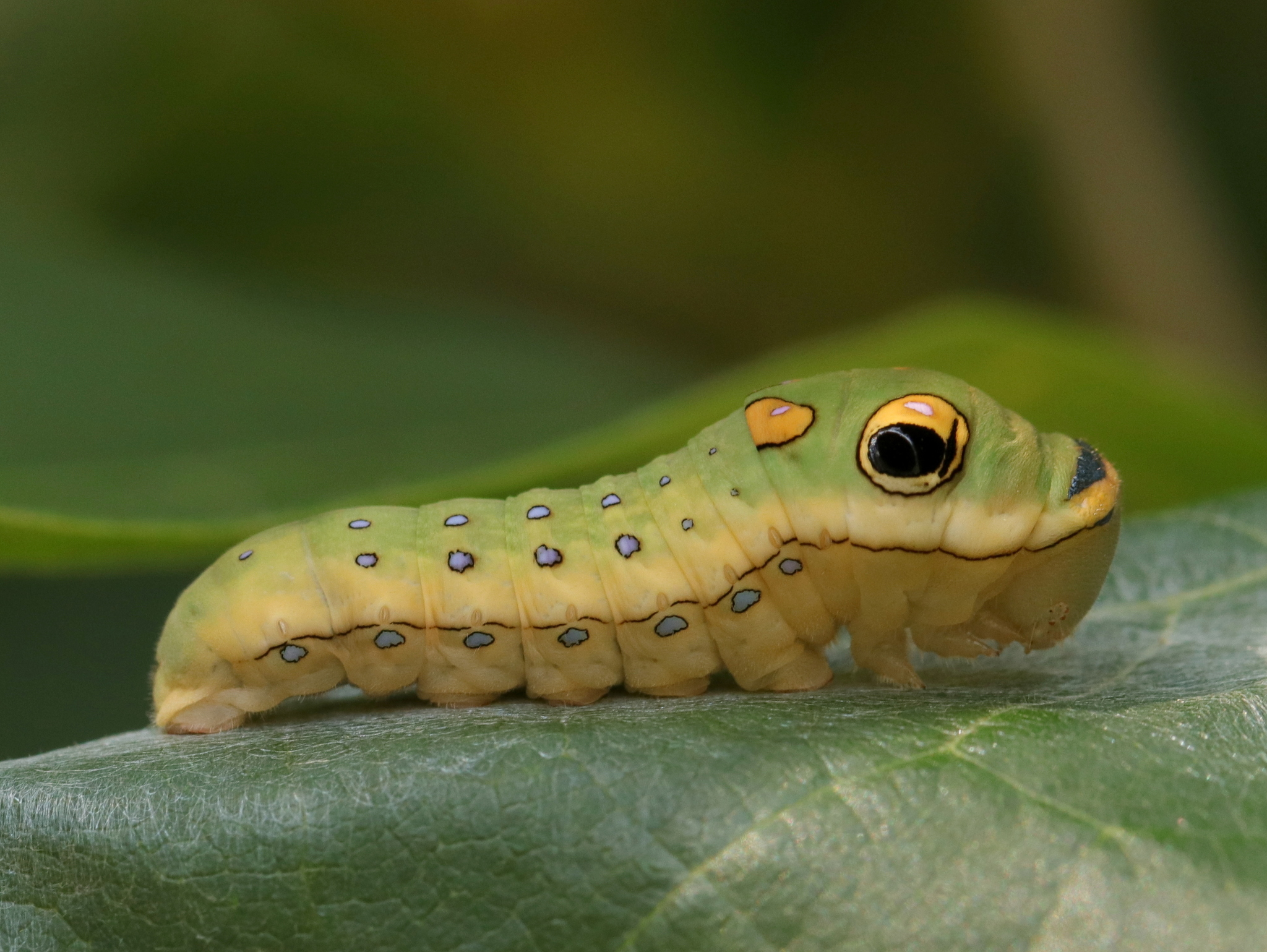
Instar Papilio troilus

Housenky mají dva páry skvrn, které připomínají oči: první pár je malý a žlutý a směřuje směrem k zadní části hrudníku. Druhý pár se nachází blíže k hlavě a je žlutý s černou skvrnou uprostřed. Nachází se zde také bílá skvrna, která připomíná odlesky od černého oka. Tato kombinace očních skvrn a hrudníku je považována za mimikry buď hadů z rodu Opheodrys nebo žab z čeledi rosničkovití.

## Výskyt
Papilio troilus se vyskytuje v listnatých lesích, na polích a okrajích cest a v zalesněných bažinách od jižní Kanady až po Floridu, na západ do Oklahomy a centrálního Texasu. Občas se vyskytne mimo svůj běžný rozsah v Severní Dakotě, centrálním Coloradu a na Kubě. Létají od února do října.

## Poddruhy
Papilio troilus má v současné době 2 uznávané poddruhy:
- P. t. troilus - nominátní poddruh

- P. t. ilioneus